# Derek Briggs
Derek Briggs (1950) é um paleontólogo e tafonomista, melhor conhecido por seus estudos de invertebradoss do Paleozoico. Atua como Professor G. Evelyn Hutchinson de Geologia e Geofísica da Universidade Yale e diretor e curador de paleontologia de invertebrados do Museu Peabody de História Natural. Em 1981, com Harry Blackmore Whittington, fez importante análise de fósseis provindos do Folhelho Burgess, no Canadá, datados do Cambriano.